# Kaira gibberosa
Kaira gibberosa là một loài nhện trong họ Araneidae.
Loài này thuộc chi Kaira. Kaira gibberosa được Octavius Pickard-Cambridge miêu tả năm 1890.